# Kennemer Gasthuis
Het Kennemer Gasthuis (afgekort: KG) was een ziekenhuis in Haarlem, de provinciehoofdstad van Noord-Holland.
Het is ontstaan in 1991 uit een fusie van het Elisabeth Gasthuis (EG) in Schalkwijk, het Sint Johannes de Deoziekenhuis in Haarlem en het Zeeweg Ziekenhuis in IJmuiden. In het begin van de 21e eeuw werd een nieuwe vestiging gebouwd in Haarlem-Noord. Na de opening hiervan in 2006 werden de locaties IJmuiden (Zeeweg) en Joannes de Deo gesloten.
Het Kennemer Gasthuis was sinds 2006 op twee plekken te vinden:
- Locatie Zuid, aan de Boerhaavelaan, het vroegere EG, voor ziekenhuisopnames van een week of langer
- Locatie Noord, aan de Vondelweg, vooral voor korte opnames, minder dan een week

Op beide plekken zijn poliklinische afdelingen (voor medische behandelingen zonder overnachting) en een eerste-hulp-afdeling (spoedpost Zuid Kennemerland).
De directie, de operatiekamers en de laboratoria waren gevestigd in de locatie Zuid aan de Boerhaavelaan.
Nadat er op 1 mei 2014 een bestuurlijke fusie plaatsvond tussen het Kennemer Gasthuis en het Spaarne Ziekenhuis, zijn deze instellingen op 22 maart 2015 juridisch gefuseerd, waarna zij samen het "Spaarne Gasthuis" vormen. De beide ziekhuisinstellingen werkten al samen in het Linnaeusinstituut.

## Trivia
In januari 2015 heeft de uitvaartmaatschappij Yarden een groot schilderij, Gezicht op het Spaarne uit 1974, van de Haarlemse kunstenaar Poppe Damave geschonken aan het Kennemer Gasthuis. Het in de locatie Zuid opgehangen in de gang naar de poliklinische afdelingen. In de gang naar de verpleegafdelingen hing al een ander Gezicht op het Spaarne van Damave.